# Iustin Moisescu
Iustin Moisescu (Cândești, 5 marzo 1910 – Bucarest, 31 luglio 1986) è stato un arcivescovo ortodosso rumeno.

## Primi anni e formazione
Iustin Moisescu nacque nel villaggio di Cândeşti, nel comune di Albeștii de Muscel, il 5 marzo 1910. Studiò nel seminario degli orfanelli di guerra di Câmpulung dal 1922 al 1930, terminando il percorso di studi con il massimo dei voti. Il patriarca Miron Cristea lo scelse, tra tutti i diplomati del seminario del 1930, per ricevere una borsa di studio per conseguire la licenza in teologia all'Università di Atene. Nel 1934 conseguì la laurea magna cum laude.
Miron Cristea, seguendo i progressi di Moisescu, lo mandò su raccomandazione dell'Università di Atene e dell'ambasciata rumena in Grecia, a proseguire gli studi presso la Facoltà di teologia cattolica dell'Université Marc Bloch di Strasburgo. Nel 1936, dopo due anni trascorsi in Germania, avendo ottenuto il materiale per la sua tesi di dottorato, tornò ad Atene. L'anno seguente conseguì il dottorato con una tesi in lingua greca intitolata "Evagrio Pontico. Vita, scritti e insegnamenti". L'elaborato ricevette un premio dall'Accademia delle scienze di Atene. Sostenne quindi gli esami di equivalenza presso la Facoltà di teologia dell'Università di Bucarest.

## Carriera accademica
Seguì una rapida successione di docenze, con rapide promozioni. Fu professore di latino al seminario Nifon di Bucarest dal 1937 al 1938 e quindi professore di Nuovo Testamento presso la Facoltà di teologia ortodossa dell'Università di Varsavia dal 1938 al 1939, dove sostituì il celebre professore Nicolae Arseniev. A Varsavia, istituì i seguenti corsi in lingua polacca: "Introduzione generale e specifica ai libri sacri del Nuovo Testamento", "Esegesi della lettera di San Paolo Apostolo ai Galati" e "Esegesi del prologo al Vangelo di Giovanni". Questi corsi vennero esaminati dai professori Milan Şesan e Vladimir Prelipceanu, che determinarono il loro valore scientifico e didattico, nonché la loro piena armonia con gli insegnamenti della Chiesa ortodossa.
Nel 1940 venne nominato professore associato. Nel 1942, dopo un esame, fu nominato professore di esegesi del Nuovo Testamento presso la Facoltà di teologia di Cernăuţi-Suceava. A Cernăuţi e Suceava creò altri tre corsi: "Introduzione ai libri sacri del Nuovo Testamento", "Esegesi" ed "Ermeneutica biblica". Riguardo ai suoi scritti in lingua rumena, lo stesso rapporto osserva che "la forma di espressione dell'autore in rumeno si distingue per concisione e chiarezza". Nel 1946 fu trasferito come professore nella Facoltà di teologia di Bucarest. Nel 1948 iniziò a insegnare presso l'Istituto teologico di Bucarest. Durante il suo periodo come professore di teologia, pubblicò un certo numero di opere specializzate.

## Metropolita di Transilvania
Negli anni Moisescu vide una serie imprevista di promozioni, nelle migliori tradizioni dei precedenti non solo bizantina, ma anche dell'Europa orientale e persino romana, in particolare la Transilvania. Ad esempio Fozio di Costantinopoli prima di divenire patriarca era un generale, Sant'Ambrogio prima di divenire vescovo di Milano era un funzionario dall'amministratore civile e Nicolae Bălan prima di divenire metropolita della Transilvania era professore.
Il 23 febbraio 1956 il vicario patriarcale Teoctist Arăpașu lo ordinò diacono. Il giorno seguente, l'altro vescovo vicario, Antim Nica, lo ordinò presbitero. Il 26 febbraio il Consiglio nazionale della Chiesa, riunito nel collegio elettorale secondo le disposizioni del suo statuto, lo elesse arcivescovo di Sibiu e metropolita di Transilvania. Succedette all'eminente Nicolae Bălan, da poco deceduto.
Trascorse quindi dieci giorni in meditazione prima di chiedere a Dio di accoglierlo nelle file dei monaci nel monastero di Cernica l'8 marzo 1956. Già eletto metropolita, il 15 marzo 1956 il patriarca Justinian Marina, il metropolita di Oltenia Firmilian Marin e il vescovo di Cluj Nicolae Colan lo ordinarono vescovo. Tre giorni dopo ricevette il pastorale di Andrei Şaguna nella cattedrale metropolitana di Sibiu. Durante la sua breve permanenza a Sibiu, tra le altre cose, fondò la rivista teologica Mitropolia Ardealului (numero 1-2, settembre-ottobre 1956) al posto della defunta Revista Teologică.
Prima dell'elezione di Moisescu come metropolita di Transilvania, il patriarca Justinian Marina, in un lungo discorso significativo e ben ponderato davanti al collegio elettorale, descrisse così il candidato che doveva essere eletto: "Dovremo mandare il migliore dei chierici di oggi dalla nostra Chiesa, una personalità energicamente a tutto tondo, con una preparazione teologica distinta, pienamente consapevole di tutti i problemi che il nostro mondo contemporaneo presenta, perché i tempi nuovi richiedono nuove persone".

## Metropolita di Moldavia e Suceava
Il metropolita Iustin trascorse solo un breve periodo a Sibiu. Il 10 gennaio 1957 fu eletto metropolita di Moldavia e Suceava, e tre giorni dopo si insediò nella sede un tempo appartenuta a Dosoftei, Varlaam e Veniamin Costache, per citare solo il più importante dei suoi predecessori a Iași.
Dopo l'elezione descrisse così il suo programma: "Con tutti i miei sforzi mi impegnerò con risoluta determinazione a proteggere e custodire i luoghi santi: chiese, monasteri e skite - gloriose opere d'arte - che formano il diadema del metropolita della Moldavia; e per coloro che hanno bisogno di questi tesori della nostra antica fede, mi sforzerò di produrre sacerdoti che siano laboriosi e devoti alla Chiesa, alla Patria e al bene del popolo. Continuerò incessantemente a vigilare sulla direzione che stanno prendendo i sacerdoti della mia diocesi, per il completo adempimento dei suoi doveri verso la Chiesa e la Patria. Farò in modo che, per quanto possibile, i frutti del lavoro sacerdotale siano visti nella buona amministrazione dei nostri luoghi di culto, nella predicazione dell'amore tra tutti i figli della Patria e nella donazione caritatevole per il bene popolare".
Il 3 febbraio 1957, il metropolita Iustin fu eletto per la prima volta alla Grande Assemblea Nazionale, in rappresentanza di Hârlău. Sarebbe stato eletto altre sei volte e rimase in carica fino alla sua morte.
Come metropolita di Moldavia, intraprese numerose attività. Nuovi edifici - veri e propri monumenti architettonici - furono eretti sul terreno del centro diocesano di Iași, mentre la sua cattedrale e la sua residenza vennero rifatte. Numerosi monasteri e chiese, i monumenti storici della diocesi, vennero restaurati. Fondò musei o collezioni associati a questi monumenti. Eresse nuovi edifici per il seminario teologico del monastero Neamţ e quelli vecchi furono modernizzati.
In Moldavia, insieme ai suoi numerosi viaggi, avviò, con il talento di un architetto nato, la trasformazione radicale del Centro metropolitano da un assortimento casuale di edifici fatiscenti a moderno centro adatto al suo tempo. Dotato anche di uno spirito pratico inaspettato, costruì, in condizioni di pieno comunismo, tre grandi edifici nel centro diocesano (due edifici amministrativi e un dormitorio per i sacerdoti), oltre 70 nuove chiese e cappelle, 52 case parrocchiali e 5 residenze per arcipreti. Fondò dieci musei di arte ecclesiastica, avendo ottenuto fondi dallo Stato e donazioni da parrocchiani. Restaurò, in tutto o in parte, oltre venti monasteri e skite: Putna, Suceviţa, Moldoviţa, Voroneţ, Arbore, Humor, Slatina, Dobrovăţ, Cetăţuia, Râşca, Neamţ, Sihăstria, Secu, Bistriţa e Văratec.
Guidò diverse delegazioni rumene ortodosse in altre Chiese e paesi: la Chiesa d'Inghilterra (1958), la Chiesa ortodossa siriaca (1961), gli Stati Uniti d'America (1970), la Chiesa di Danimarca (1971) e il Patriarcato ecumenico di Costantinopoli (1974). Prese parte a numerose delegazioni sinodali guidate dal patriarca Justinian Marina e ricevette numerose delegazioni straniere a Iași o nell'arcidiocesi. Dal 1961 al 1977 fu membro del comitato centrale del Consiglio ecumenico delle Chiese e partecipò ai congressi generali di Nuova Delhi (1961), Uppsala (1969) e Nairobi (1975), nonché alle sessioni annuali del comitato centrale di Parigi (1962), Ginevra (1966, 1973 e 1976), Heraklion (1967), Canterbury (1969), Addis Abeba (1971), Utrecht (1972), Berlino (1974), ecc.
Fece parte del presidium della Conferenza delle Chiese europee e del comitato consultivo. Partecipò alle assemblee generali di Nyborg IV (1964), Nyborg V (1966), Nyborg VI (1971) e Engelberg (1974), nonché alle sessioni del presidium e del comitato consultivo. Guidò le delegazioni della Chiesa ortodossa rumena alle conferenze pan-ortodosse di Rodi (1961, 1963, 1964) e Chambésy (1968), e alla prima conferenza preparatoria del Santo e Grande Concilio della Chiesa Ortodossa di Chambésy del 1971.
Come metropolita, pubblicò numerosi articoli, lettere pastorali, discorsi ed editoriali, in particolare nella rivista Mitropolia Moldovei şi Sucevei, che venne pubblicata per vent'anni sotto la sua diretta supervisione. Inoltre, il Centro Metropolitano di Iași curò altri lavori, tra cui Monumente istorice-bisericeşti din Mitropolia Moldovei şi Sucevei (1974) e Psaltirea în versuri a lui Dosoftei, ediţie critică (1975) oltre alle monografie Catedrala Mitropolitană din Iaşui e Mănăstirea Cetăţuia (entrambe del 1977). Vennero pubblicati anche brochure per promuovere i monasteri della Moldavia, libri di preghiere, ecc.

## Patriarca della Chiesa ortodossa rumena
Il patriarca Justinian Marina morì il 26 marzo 1977. Il 12 giugno successivo, il metropolita Iustin fu eletto arcivescovo di Bucarest, metropolita di Ungro-Vlachia e patriarca di tutta la Romania. Il 19 giugno 1977 fu intronizzato nella cattedrale dei Santi Costantino ed Elena di Bucarest.
Come patriarca, guidò diverse delegazioni sinodali in altre Chiese: Patriarcato ecumenico di Costantinopoli (1978), Chiesa ortodossa rumena in America (1979), Chiesa ortodossa russa (1980), Chiesa ortodossa serba (1981), Chiesa di Svezia (1981), sede di Ginevra del Consiglio ecumenico delle Chiese (1981), Chiesa ortodossa bulgara (1982), Chiesa riformata in Ungheria (1982) e Chiesa di Grecia (1984). In cambio, venne visitato da numerosi leader ecclesiastici, nonché da numerosi rappresentanti di altre Chiese e confessioni cristiane provenienti da tutto il mondo.
Il patriarca Iustin prestò particolare attenzione all'attività editoriale. Avviò la grande collezione Părinţi şi scriitori bisericeşti (progettata per contare 90 volumi), così come il set di sei volumi Arta creştină în România. Nel 1982 venne pubblicata una nuova edizione della Bibbia approvata dal Sinodo, nel 1979 una nuova edizione del Nuovo Testamento, oltre a libri di testo per l'insegnamento teologico superiore e per seminari teologici, tesi di dottorato e libri di devozione. Le riviste del patriarcato continuarono a essere pubblicate, così come quelle delle metropolie e i bollettini per le comunità ortodosse rumene all'estero.
Aiutò a restaurare alcune delle chiese e dei monasteri più importanti della Romania, continuando il lavoro che aveva iniziato a Iași. Tra i monasteri in questione ci sono Curtea de Argeş, Cheia, Zamfira, Viforâta, Dealu, Cernica, Pasărea, Ţigăneşti, Căldăruşani, Sfântul Spiridon Nou e Sfântul Gheorghe. Inoltre, promosse il restauro della cattedrale dei Santi Costantino ed Elena e di altre chiese.
Morì a Bucarest il 31 luglio 1986 all'età di 76 anni. È sepolto nella cattedrale dei Santi Costantino ed Elena di Bucarest.

## Collaborazione con enti statali durante il regime comunista
Il patriarca Iustin collaborò con la polizia politica, la Securitate, prima di raggiungere la sede del metropolita della Transilvania.
La relazione della commissione presidenziale per l'analisi della dittatura comunista, pubblicata alla fine del 2006, fornisce dettagli circa la collaborazione del patriarca con il regime comunista. Iustin Moisescu, professore di religione presso l'Istituto Teologico dal 1948 fu uno dei "tecnocrati" eletti dal Ministero comunista per gli affari religiosi per controllare e subordinare le sette religiose. "In generale, i ministri non sono così fedeli al regime, in un modo o nell'altro, come persone che, nel loro passato, potevano essere ricattate", dice il rapporto. Tra questi, Iustin Moisescu, fu coinvolto nel passato, secondo lo stesso documento, nel Movimento dei Legionari.
Iustin ebbe un'ascesa spettacolare tra il clero ortodosso. Nel 1956 venne eletto arcivescovo di Sibiu e metropolita di Transilvania e un anno dopo arcivescovo di Iași e metropolita di Moldavia. Il momento è citato anche dal metropolita del Banato Nicolae Corneanu in una recente intervista, al quotidiano Evenimentul Zilei. "Nel secolo scorso, ma non da allora, negli anni '70, il metropolita di Sibiu è stato eletto professore di teologia, Iustin Moisescu, non era un prete ed è stato eletto metropolita, e in seguito divenne metropolita a Iasi e poi patriarca. Ma in origine non era chiaro, senza fili".
Lo storico Cristian Vasile fa risalire la sua rapida ascesa alla vicinanza al regime comunista. Il rapporto sopra citato afferma: "Sia Iustin Moisescu che Teoctist Arapaşu, i successori del patriarca Justinian, sebbene appartenenti a campi ecclesiastici rivali, sono venuti alla ribalta a causa della loro comprovata lealtà alla leadership del Partito Comunista".
L'indifferenza del patriarca Iustin Moisescu per la demolizione delle chiese di Bucarest, iniziata alla fine degli anni '70, o per la condanna di padre Calciu Dumitreasa a dieci anni di carcere perché aveva protestato contro queste distruzioni è cosa nota. "Il patriarca Iustin Moisescu, ex collaboratore della Securitate, e per molti versi indignato, non fece nulla per impedire la punizione di padre Calciu e per cercare di salvare le chiese di Bucarest dalla demolizione, al contrario, quando uno storico dell'arte come Dinu C. Giurescu, chiese il sostegno del Patriarcato per la salvezza dei luoghi di culto, il patriarca Iustin gli disse che assomigliava "a un fuggiasco delle radio libere europee".

## Opere
- Sfânta Scriptură și interpretarea ei în opera Sf. Ioan Hrisostom (1939-1941)
- Originalitatea parabolelor Mântuitorului (1944-1945)
- Activitatea Sfântului Apostol Pavel în Atena (1946)
- Ierarhia bisericească în epoca apostolică. Anexă: Texte biblice si patristice despre pace și muncă (Craiova, 1955)
- Simbolica lui Hristu Andrutsos, traducere din greceşte (Craiova, 1955)
- Sfântul Pavel și viața celor mai de seamă comunități creștine din epoca apostolică (1951)
- Temeiurile lucrării Bisericii pentru apărarea păcii (1953)